# Chamoux-sur-Gelon
Chamoux-sur-Gelon là một xã thuộc tỉnh Savoie trong vùng Rhône-Alpes ở đông nam nước Pháp. Xã này nằm ở khu vực có độ cao từ 287-1052 mét trên mực nước biển.